# الله والإنسان
الله والإنسان هو كتاب يضم مجموعة مقالات للكاتب المصري مصطفى محمود نشرت من قبل دار المعارف في عام 1955. صاحبَ كتاب الله والإنسان جدل كبير وقد تم منعه من التدوال في المكتبات المصرية وما زال كذلك. والذي اتُهم مصطفى محمود بالإلحاد بسببه وهو ما نفاه الكاتب لاحقا، مع اعترافه بأنه لم يستطع إدراك حقيقة الإيمان من قبل، فهو كان في رحلة البحث عن الله، والتي بدأها بدراسة الديانات المختلفة مروراً بالإديان السماوية الثلاثة، وكان الإسلام آخرها. عبر الكاتب عن هذه الحقيقة في كتابه «رحلتي من الشك إلى الإيمان» وقال بأنه لم ينكر وجود الذات الإلهية يوما، إلا أنه لم يستطع تصور حقيقتها إلا بعد رحلة مضنية من البحث استغرقت ثلاثين عاماً من إعمال الفكر، وإعادة النظر، ومن ثم إعادة النظر في إعادة النظر، وقال منتقداً لنفسه، بأنه لو سمع لصوت الفطرة الجوانية، لكن ربما وصل إلى حقيقة الإيمان في وقت أقصر ووفر على نفسه عناء البحث الطويل. ويمثل هذا الكتاب البداية الفكرية للكاتب، حيث أنه ومع تطور حياته الفكرية قد تراجع عن العديد مع ما طرحه في الكتاب مُعتبراً أن المفكر الحر، هو من يتراجع عما يراه خطأً أو ناقصاً وبأنه يجب أن يكون غير متجمد ويملك الجرأة على الإعتراف.

## مقتطفات من الكتاب
- “إن الله أقرب إلى الذين يجتهدون في فهمه من الذين يؤمنون به إيمانا أعمى”
- “أنت في حاجه الي قرائه الفلسفة.. الشعر.. القصص..في حاجه الي فتح ذهنك علي الشرق والغرب ليحصل علي التهوية الضروريه فلا يتعفن..و ستفهم نفسك من خلال الناس الذين تقرأ لهم..و إذا فهمت نفسك..فقد وضعت قدمك علي بدايه الطريق..و عرفت من اين يكون المسير”
- “الشرف عندنا معناه صيانه الاعضاء التناسليه.. فاذا ارتكبت كل الدنايا والموبقات الموجوده في قاموس الرذائل من ألفه الي يائه..و ظل حرمك مصونا.. فأنت شريف مائه في المائه السرقة..و القتل وسفك الدم والنصب والاحتيال والاغتيال كلها افعال رجاله.. والسجن المؤبد للرجاله والشنق للرجاله برده..تستطيع أن تموت خالي البال.. وتشنق...وأنت تغني مادمت قد قطعت امرأتك الخاطئه بالساطور الي عشر قطع متساويه ووضعتها في جوال والقيت به في البحر.. هذا هو الشرف بعينه”
- “أنت الذي تقيم اصنامك وأنت الذي تحطمها فأمض في طريقك ولاتنسي هذه الأمانه التي تعملها علي كتفك.. الحرية”
- “إن كمية خلود الفرد، هي مدى ما يضيفه للكل.”
- “كل واحد مننا افلاطون صغير.. قرد بيزنطي تعذبه فلسفه في مخه..كل واحد منا فهم الحياه بطريقته الخاصة.. وكيف معانيها لتلائمه كالثوب فأصبحت كالعربة الملاكي.. وديانه ملاكي.. وخير ملاكي.. وشر ملاكي..و رب ملاكي أيضا”
- “هل تعبد اللذة..ام تعبد الالم..ام تعبد المجد.. ام تعبد نفسك.. ام تعبد الله..ام أنك مزيج من هؤلاء العبدان كلهم تقضي مع كل رب ساعه...و تركع في كل محراب ركعه”
- “لقد تعودت الا احتقر إنسانا بالغا مهما بلغ من حقاره فهو حصيله ظروف صنعت خيره وشره وأنذل الناس له منطق في افعاله منطق قد يسمو علي منطق النبلاء الذين يقرؤون الجرائد في ضوء الاباجورات ويمددون اقدامهم علي وهج دافئ ويتثائبون وهم يقولون بأشمئزاز.. سافل وغد.. منحط”
- “الحق المطلق.. والخير الصرف.. والفضيلة المجرده..توجد في عقول المتصوفين والمجاذيب والحالمين..و لكنها لا توجد في مجتمعنا الذي يأكل ويشرب ويمرض ويموت”
- “إن الطبيعة تمقت التعطل وكل فراغ يتواجد في الحياة يمتلئ من تلقاء نفسه بالهم والشقاء”
- “و مهنه السرقة مهنه شائعه أكثر مما يتصور الناس.. فالطبيب الذي يتقاضي اجرا علي مرض لم يشخصه..و المحامي الذي يدافع عن قضيه خاسره..و التاجر الذي يبيع بضاعه مغشوشه والكاتب الذي يبيع اكاذيب والسمسار الذي ينهب نصف ثمن البضاعة عموله..كل هؤلاء لصوص يسرقون في ظل القانون”
- “إن الضمير ليس مكتسباً كله.. إنه فطرة خالصة، وهو يتطوّر في الشكل والقالب متأثرا بالتربية والتعليم”
- “إذا أردت أن تصنع الناس فاصنع المجتمع أولا”
- “إذا فكرت في المتاعب.. أسرعت إليك المتاعب.. وإذا فكرت في اللذات أسرعت إليك اللذات.. كالتنويم المغناطيسى.. تقول.. أنا نمت.. أنا نمت.. فتنام.. أنا مرضت.. فتمرض.. أنا شفيت.. فتشفى.. أنا انتهيت.. فتنتهى.. سحر الإرادة الملتهبة يصنع كل شئ.”
- “اني كلما فكرت.. بدأت أعتقد أن المرأة لم تخرج من ضلع الرجل.. وإنما الرجل هو الذي خرج من ضلعها.. الرجل الصغير الثرثار..”
- “الذي يحول بينك وبين البكاء يشقيك أكثر من البكاء نفسه.. وربما كان البكاء سعادة أحيانًا إذا كان تعبيرًا حرًا صادقًا منطلقًا دون تزيف.. ومثل هذا البكاء يسعد أكثر من الضحكة المغتصبة والابتسامة الصفراء.”
- “إن معظم التعصب بين الأديان وبين الفلسفات يعود في النهاية إلى خلافات اسمية... إن الوجود الذي نعيش فيه ليس وجودا مفككا ولكنه وجود منسق منظم تربطه القوانين.. والاختلافات الظاهرية في الأشياء خلفها وحدة حقيقية”
- “اشحذ مواهبك.. وسكاكينك.. وخض معركتك ولا تنتظر الصدفة لتصنع لك أقدارك وإنما اصنعها أنت بنفسك.. فإن نجاح الصدفة لا يعيش.. اختر موتك أفضل من أن تختار لك الصدفة حياتك”
- “و هناك لصوص تلقاهم كل يوم وتحترمهم لأنهم يسرقون برخصه..فهم يجمعون تبرعات لمشروع الحفاء.. أو مشروع تبييض جامع الحسيني أو فرش مقام السيده بالسجاد بدل من الحصر أو رعايه الايتام ك (سفريت)و أنت تضع في حفانهم كل الفكه التي في جيبك وتتأسف لأنك لا تملك سواها..”
- “و لكن قطار التطور لا يهم فيه عدد العربات التي يجرها إنما المهم هي الماكينة التي تجر.. وهي ماكينه من سلندر واحد وهو (الوعي) إن الكثرة بدون وعي وبدون ماده (كثره عاجزه)”
- “إنهم يستعملون كلمة.. الله.. في السياسة الدولية كما يستعملون الجوكر.. ونحن لدينا ورقة جديدة أقوى من غشهم.. اسمها المنطق.. وللمنطق يخضع كل شيء عندنا من منشورات للسفارات.. إلى الكتب المقدسة..”
- “الشرف مراتب.. فهناك رجل يصنع نفسه .. وهناك رجل يصنع أولاده .. وهناك رجل يصنع المجتمع .. وهناك رجل يصنع التاريخ .. وهو أشرف الشرفاء جميعًا وإذا أردت أن تعرف نصيبك من الشرف .. فاسأل نفسك يومًا: ماذا صنعت لأصبح أحسن من الأمس”
- “وفي محيط الفلسفة لا يختلف الأمر كثيرا..فالشبه قريب ..بين الوجودية والكنافة..كلاهما حاجة ذاتية”
- “إن المثل القائل بأن لا شئ باق علي الأرض مثل صحيح .. فلا شئ باق في الحقيقة .. حتي المثل العليا كالجمال والحق والخير دائمه التبدل والتطور هي الاخري”
- “الضعفاء يتركون العادة تختار لهم، والأقوياء يختارون بأنفسهم ويبتكرون لحظاتهم لحظة بلحظة ويصنعون لأنفسهم كل شئ حتى المصير”